# Iveco EuroTrakker
Der EuroTrakker ist das schwere Baustellen- und Offroad-Modell von Iveco mit 27 bis 72 t. Äußerlich ähnelt er dem EuroTech, mit dem er Fahrerhaus und viele andere Merkmale teilt. Er hat jedoch einen stärkeren Rahmen, größere Bodenfreiheit, andere Achsen und optional Allradantrieb. In Libyen wird der EuroTrakker unter dem Markennamen der Trucks and Bus Company hergestellt.
Der EuroTrakker wurde erstmals 1993 vorgestellt. Er war in verschiedenen Varianten erhältlich, darunter als Kipper mit sechs oder acht Rädern, als Fahrgestell in 4×4- und 6×6-Konfiguration sowie als Sattelzugmaschine mit 6×4-Antrieb. Die angebotenen Motorisierungen leisteten zwischen 227 PS und 370 PS und wurden in der Regel mit einem 16-Gang-Schaltgetriebe von ZF kombiniert. Optional war ein 12-Gang-Getriebe von Eaton verfügbar. Die leistungsstärkeren Modelle verfügten über Nabenuntersetzungen und waren für Nutzlasten von bis zu 40 Tonnen ausgelegt, was sie besonders für schwere Einsätze geeignet machte.
Beim Markteintritt in Südkorea wurde der EuroTrakker zunächst durch Halla Heavy Industries importiert, insbesondere als Kippermodell. Dieser Import wurde jedoch nach der Insolvenz von Halla im Zuge der asiatischen Finanzkrise und der folgenden IWF-Rettungsmaßnahmen im Jahr 1997 weitgehend eingestellt. Der EuroTrakker wurde 2004 aus dem Programm genommen und durch das modernisierte Nachfolgemodell Iveco Trakker ersetzt.
Der Hersteller selbst sieht den Trakker gern in der Tradition der „Baubullen“ von Magirus-Deutz und der aus Magirus-Deutz-Hauben-Modellen weiterentwickelten Iveco-PA-Baureihe. Magirus-Deutz war ein zwischen 1975 und 1983 vollständig in Iveco integrierter Nutzfahrzeughersteller, der traditionell ein starkes Standbein in der Produktion robuster Baufahrzeuge hatte. Dennoch konnte Iveco den starken Marktanteil von Magirus-Deutz im Bausektor nicht halten und fiel (zumindest in Deutschland) hinter die Mitbewerber (insbesondere MAN und Mercedes-Benz) zurück.